# Dieter Häussinger
Dieter Häussinger (* 22. Juni 1951 in Nördlingen) ist ein deutscher Internist und Hochschullehrer. Er war von 1994 bis Februar 2020 Ordinarius für Innere Medizin an der Heinrich-Heine-Universität Düsseldorf und Direktor der Klinik für Gastroenterologie, Hepatologie und Infektiologie, des Leber- und Infektionszentrums sowie des von ihm 2010 gegründeten Hirsch Instituts für Tropenmedizin an der Arsi Universität, Äthiopien. Von März 2020 bis Juni 2021 war er Seniorprofessor an der Heinrich-Heine-Universität Düsseldorf. Er war Sprecher des Sonderforschungsbereichs 575 (2000–2011), der Klinischen Forschergruppe 217 (2009–2017) und von 2012 bis 2021 Sprecher des Sonderforschungsbereichs 974 „Kommunikation und Systemrelevanz bei Leberschädigung und Regeneration“. Er ist Vorsitzender der im Jahr 2022 gegründeten „Margot und Professor Dr. Dieter Häussinger Stiftung“ zum Erhalt von Baudenkmälern und mobiler Kulturgüter der Stadt Nördlingen. 

## Leben
Häussinger studierte von 1970 bis 1976 an der Ludwig-Maximilians-Universität München, 1976 wurde er dort promoviert. In den Jahren 1976 bis 1977 war er Medizinalassistent am Kreiskrankenhaus Nördlingen, von 1977 bis 1978 war er als Geschwaderarzt beim 1. U-Bootgeschwader in Kiel tätig. Er habilitierte sich 1984 für das Fach Innere Medizin an der Universität Freiburg und war von 1979 bis 1994 als Arzt an der Medizinischen Universitätsklinik Freiburg tätig.
1988 wurde er zum außerplanmäßigen Professor an der Universität Freiburg ernannt. 1991 erfolgte Berufung auf die Schilling-Professur des Stifterverbands für die Deutsche Wissenschaft. 1994 übernahm er den Lehrstuhl für Innere Medizin an der Heinrich-Heine-Universität Düsseldorf. Von 1998 bis 2002 war er Dekan der Medizinischen Fakultät der Heinrich-Heine-Universität Düsseldorf und Vorstandsmitglied des Universitätsklinikums Düsseldorf. Von 2000 bis 2007 war er Mitglied im Medizinausschuss des Wissenschaftsrats, von 2010 bis 2018 war er Mitglied des Senats der Wissenschaftsgemeinschaft Leibniz (WGL).
Häussinger ist Herausgeber bzw. Autor von 15 Monographien und über 700 Originalarbeiten.

## Forschungsgebiete
- Experimentelle und Klinische Hepatologie
- Hepatische Enzephalopathie
- Hepatobiliärer Transport
- Leberregeneration
- Osmolytstrategien und Zytoprotektion
- Zelluläre Hydratation und Zellfunktion
- Regulation von Apoptose und Proliferation
- Säurebasenregulation
- Inter- und intrazelluläre Signalübertragung
- Virusinfektionen und erbliche Stoffwechselkrankheiten der Leber

## Auszeichnungen (Auswahl)
- 1989: Thannhauser Preis der Deutschen Gesellschaft für Verdauungs- und Stoffwechselkrankheiten
- 1991: Gottfried-Wilhelm-Leibniz-Preis der Deutschen Forschungsgemeinschaft
- 1994: Friedrich-Merz-Gastprofessur an der J.W. Goethe-Universität Frankfurt
- 1995: Ehrenpreis des Deutschen Druidenordens
- 1995: Gastprofessur an der Universität Siena
- 2002: Mitglied der Leopoldina
- 2002: Robert Pfleger-Forschungspreis
- 2004: Mitglied der Nordrhein-Westfälischen Akademie der Wissenschaften und der Künste
- 2011: Ehrenmedaille der Heinrich-Heine-Universität Düsseldorf
- 2012: Bundesverdienstkreuz 1. Klasse des Verdienstordens der Bundesrepublik Deutschland
- 2020: Verdienstorden des Landes Nordrhein-Westfalen[1]
- 2021: Recognition Award der European Association for Study of the Liver
- 2022: Honorary Fellow, Royal College of Physicians (London)
- 2022: Mitglied der Academia Europaea[2]
- 2022: Thannhauser Medaille der Deutschen Gesellschaft für Verdauungs- und Stoffwechselkrankheiten
- 2024: International Adolf Windaus Award[3]